# Полуакустическая гитара
Полуакустическая гитара (иначе электрогитара с полым корпусом, англ. hollow-body electric guitar) — это разновидность электрогитары, созданная в 1930-х годах. Имеет как резонаторную коробку, так и один или несколько электрических звукоснимателей.

## История

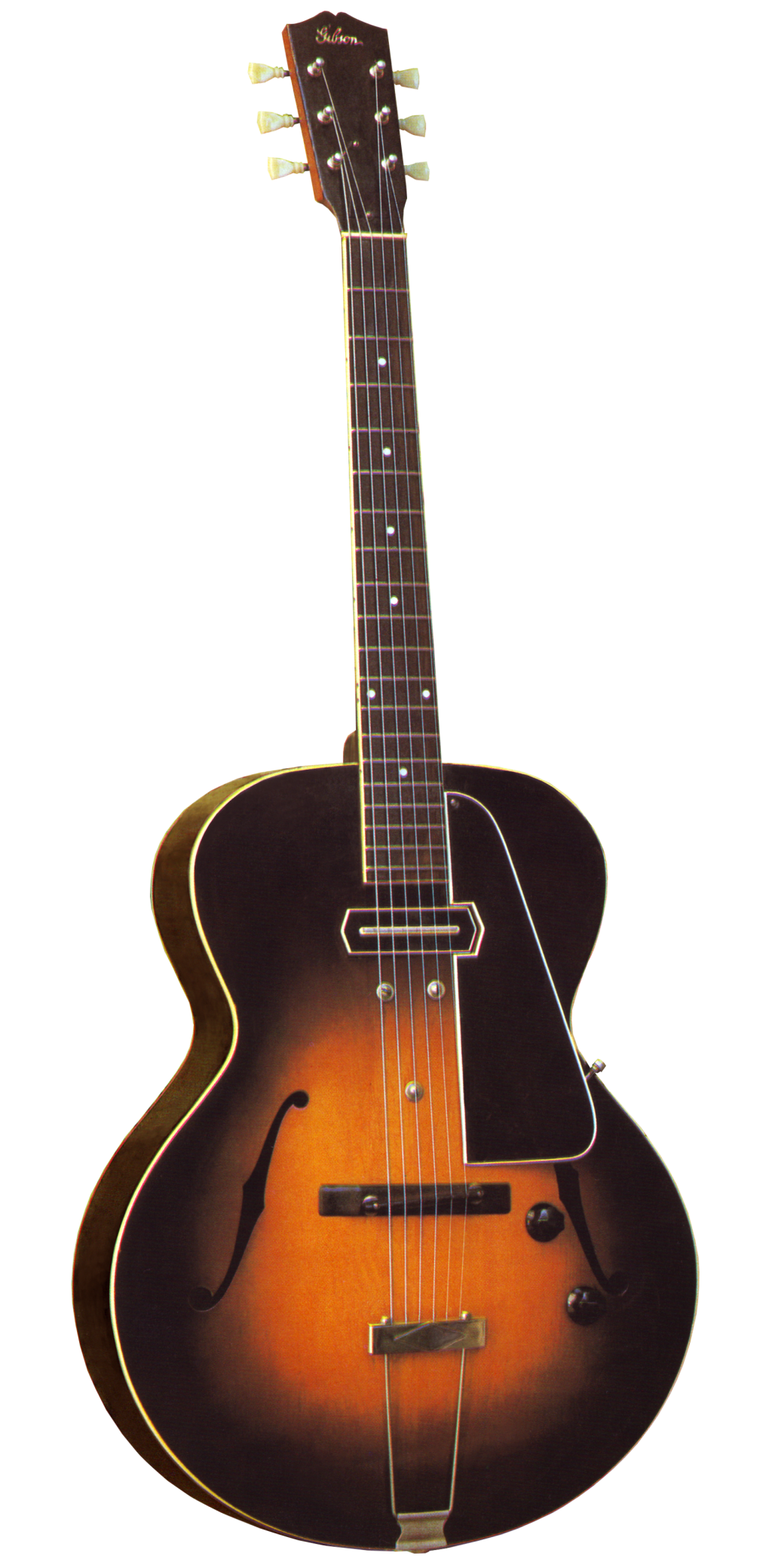
Электрогитара Gibson ES-150 с полностью полым корпусом с парой f-отверстий

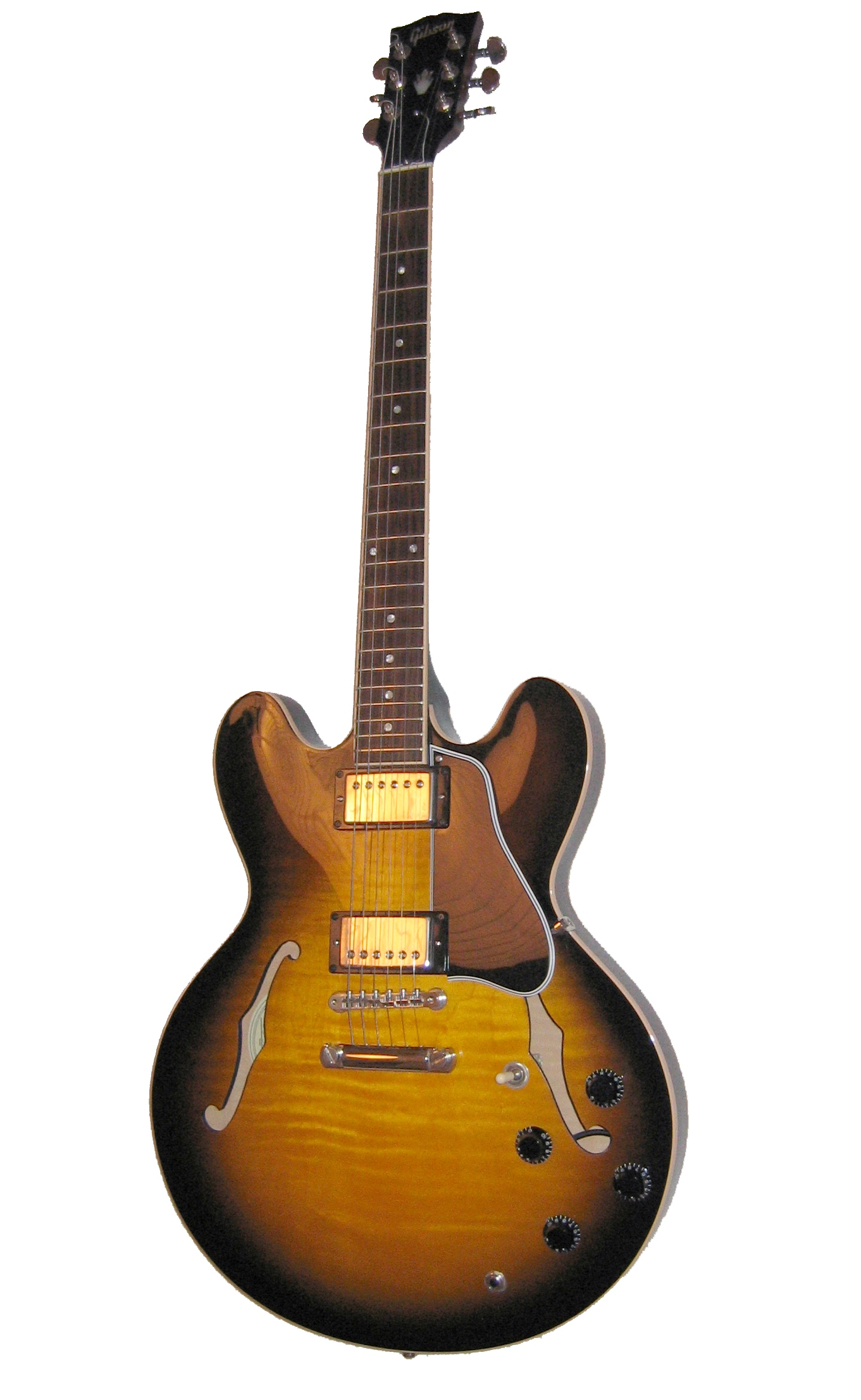
Электрогитара Gibson ES-335 с полуполым корпусом

В 1930-х годах гитаристы и производители пытались увеличить общий объём гитары, которая с трудом конкурировала по громкости с другими инструментами, особенно в крупных оркестрах и джаз-бэндах. Это побудило производителей создать несколько разновидностей конструкций, направленных на электрическое усиление гитары через громкоговоритель. В 1936 году Gibson выпустили первую партию электрогитар. Эти гитары, известные как ES-150 (Electric Spanish Series), были первыми полуакустическими гитарами. Специалисты фирмы Gibson сделали их на основе стандартной конструкции archtop с двумя продолговатыми отверстиями в виде букв f на лицевой стороне резонаторной коробки гитары. Эта модель напоминала традиционные джазовые гитары, популярные в то время. Как и у акустических гитар резонаторная коробка на гитаре позволяла звуку исходить из полого корпуса гитары. Но звук этих гитар, однако, мог быть электрически усилен с помощью звукоснимателя Чарли Кристиана, который представлял собой магнитный датчик с одной катушкой, который преобразовывал энергию вибрирующих струн в электрический сигнал. Чистый звук звукоснимателей сразу же сделал серию ES популярной среди джазовых музыкантов. Первые полуакустические гитары часто рассматриваются как эволюционный шаг в переходе от акустических гитар к полностью электрическим моделям.
При этом Gibson произвели ES-150 спустя несколько лет после того, как Rickenbacker выпустил первую электрогитару с цельным корпусом (англ.). Серия ES была всего лишь экспериментом, который компания Gibson использовала для проверки потенциального успеха электрогитар. Эксперимент оказался успешным в финансовом отношении, и серию ES часто называют первой успешной электрической гитарой. Через год после пуска в производство ES-150 последовал ES-250, что стало длинной линейкой полуакустики от компании Gibson. Однако эти модели не поставлялись со встроенными звукоснимателями, которые представляли собой насадку. Наконец в 1949 году Gibson выпустил две новые модели: ES-175 и ES-5. Эти гитары со встроенными электрическими звукоснимателями стали стандартом и общепризнаны как первые полностью электрические полуакустические гитары.
По мере роста производства и популярности электрогитар с цельным корпусом, всё ещё оставались гитаристы желавшие, чтобы новые гитары с цельным корпусом имели традиционный внешний вид полуакустических гитар 1930-х годов, но вместе с тем ценили универсальность и комфорт цельнокорпусных гитар. Несколько моделей, в том числе ES-350T от Gibson, были сделаны в 1950-х годах для удовлетворения этого растущего спроса, включая более удобную версию модели archtop.
Gibson и другие производители следили за этими вариациями, создав новый тип гитары, которая отличалась блоком из цельного дерева между передней и задней секциями выреза гитары. Эта гитара по-прежнему могла функционировать как акустическая, но имела меньшую резонаторную полость внутри, что делало издаваемый звук из f-образных отверстий более тихим. Gibson впервые выпустил этот вариант в 1958 году. Такую модель стали называть гитарой с полуполым корпусом (semi-hollow body) из-за меньшего, менее открытого корпуса.
В 1958 году Rickenbacker также выпустила на рынок свои полуакустические гитары. Когда компания сменила владельца в 1954 году, они наняли немецкого гитариста Роджера Россмайсла. Он разработал 300-ю серию для Rickenbacker, в которой не использовались традиционные f-образные отверстия. Вместо этого он сделал более гладкое прерывистое отверстие с одной стороны гитары, с другой стороны поместил большой пикгард. Эта модель может похвастаться современным дизайном с уникальной отделкой Fireglo. Данная серия гитар быстро стала одной из самых популярных серий у Rickenbacker, составив серьёзную конкуренцию гибсоновским моделям. Rickenbacker также производили и полуполые гитары.
В дополнение к основным модельным вариантам полуакустических гитар фирма Gibson внесла несколько небольших изменений, в том числе ламинированный верх для модели ES-175 и вмонтированные верхние звукосниматели для общего использования на всех своих моделях, в отличие от моделей Чарли Кристиана 1930-х годов.
В то время как Gibson совершил многие из инноваций в полуакустических гитарах с 1930-х по 1950-е годы, были и другие производители полуакустических гитар, в том числе полый archtop от фирмы Gretsch. Модель 6120 от Gretsch стала очень популярной у гитаристов, исполнявших рокабилли, несмотря на то, что практически не имела технических отличий от моделей Gibson.
Gibson, Gretsch, Rickenbacker и другие компании по-прежнему производят полуакустические и полуполые гитары, ежегодно внося незначительные изменения в свои конструкции.

## Использование
Полуакустические и полуполые гитары обычно хвалили за их чистое и тёплое звучание. Это привело к широкому использованию в среде джазовых гитаристов в 1930-е годы. Поскольку новые модели вышли с более гладким дизайном, гитары начали проникать в поп-круги. Такие гитары стали использовать гитаристы, исполнявшие поп, фолк и блюз. Гитары иногда производили обратную связь, когда громко играли через усилитель. Это сделало гитары непопулярными для групп, которые должны были играть достаточно громко, чтобы выступать на больших площадках. Но поскольку рок стал более экспериментальным в конце 60-х, гитара стала более популярной, потому что исполнители научились творчески использовать эффект обратной связи.
Полуполые гитары обладают некоторыми тональными характеристиками полых гитар, такие как их теплота и чистый тон. Однако добавление центрального блока помогает управлять обратной связью и позволяет нормально играть на гитаре с более высоким коэффициентом усиления и большей громкостью. Полуполые гитары с центральным блоком также более долговечны, чем полностью полые гитары, звук которых особенно популярен у джазовых, блюзовых, рокабилли- и сайкобилли- гитаристов.
Сегодня полуакустические гитары и полужесткие корпуса по-прежнему популярны среди многих артистов разных жанров. Например, Дэн Ауэрбах из The Black Keys, известный джазовый гитарист Джордж Бенсон, Джон Скофилд и поп-рок гитарист Пол Маккартни. Известные гитаристы прошлого, которые использовали полуакустические гитары — Джон Леннон и Би Би Кинг. На полуакустических гитарах можно играть, и с выключенным звукоснимателем, но в таком случае полуакустическая гитара будет тише, чем собственно акустическая гитара, но громче, чем электрогитара с цельным корпусом в силу наличия резонирующей полости. Также полуакустические гитары популярны, потому что наличие полости уменьшают вес гитары.
В большинстве гитар с цельным корпусом доступ к электронике, её ремонт или замена отдельных частей возможны путем снятия пикгарда или панели доступа на задней части корпуса гитары. В полуакустической гитаре, где нет твердого тела для создания камеры для размещения электроники, эти компоненты помещаются или снимаются через нижнее f-образное отверстие корпуса гитары.

## Разновидности
Полуакустическими могут быть бас-гитары и мандолины. Они делаются аналогично полуакустическим гитарам и используются теми же способами и с теми же ограничениями.
Некоторые полуакустические модели имеют полностью полый корпус (например, Gibson ES-175 и Epiphone Casino). Другие могут иметь цельный центральный блок; в этом случае они называются гитарами с полуполым корпусом (к таким относится например, Gibson ES-335).
Другие гитары находятся на границе между полуакустическим и цельнокорпусными. Например, некоторые разновидности гитары Telecaster имеют камеры, встроенные в корпус для обогащения звука. Этот тип инструмента можно назвать гитарой с полуполым или полостным корпусом. Сами исполнители не пришли к единому мнению относительно того, где именно провести линию между резонаторной коробкой и цельным деревянным корпусом (конструкция которого также влияет на звук по мнению многих исполнителей). Любое из нижеследующего можно назвать полуакустическим.
- Инструменты, с изначально цельным корпусом, которые в результате обработки были превращены в полостные гитары.
- Инструменты с полуполыми корпусами, построенными из деревянных пластин вокруг цельного ядра, без звуковых отверстий. К таким относятся Gibson Lucille или Red Special Брайана Мэя.
- Инструменты с цельным ядром, но с полыми выемками и звуковыми отверстиями (обычно f-образными), например Gibson ES-335. В них струнодержатель прикреплён к массиву дерева, а не к деке, и внутренняя вибрация сводится к минимуму, как в инструменте с цельным корпусом
- Archtop-гитары с тонким корпусом, такие как Epiphone Casino, имеющие деку и резонаторную коробку, но предназначенные исключительно для изменения звука, передаваемого на звукосниматели, — все ещё предназначенные как чисто электрические инструменты из-за их слабого акустического звука.
- Полуакустические гитары с полностью полым корпусом, которые часто называются джазовыми гитарами, такие как Gibson ES-175; они имеют полноразмерную резонирующую коробку, но по-прежнему предназначены для игры через усилитель.

Многие полуакустические гитары с полыми, так и с полуполыми корпусами, имеют звуковые отверстия типа кошачий глаз, которые имеют форму глаза кошки вместо традиционных f-образных отверстий.